# Licia Verde
Licia Verde, née le 14 octobre 1971 à Venise (Italie), est une cosmologue et physicienne théoricienne italienne, actuellement[Quand ?] professeur ICREA de physique et d'astronomie à l'université de Barcelone. Ses intérêts de recherche comprennent l'univers observable, la matière noire, l'énergie noire, l'inflation cosmique et le fond diffus cosmologique.
Elle a obtenu une licence en 1996 de l'université de Padoue et un doctorat en 2000 de l'université d'Édimbourg, en collaboration avec Sabino Matarrese et Alan F. Heavens. Elle a effectué des études post-doctorales à l'université de Princeton et a rejoint la faculté de l'université de Pennsylvanie en 2003. Depuis septembre 2007, Verde est professeur de l'ICREA à l'ICCUB de l'université de Barcelone. Elle a été professeur II à l'université d'Oslo de 2013 à 2016. Verde a été rédactrice en chef du Physics of the Dark Universe Journal et est actuellement directrice scientifique adjointe du Journal of Cosmology and Astroparticle Physics (en). Depuis le 1er janvier 2019, elle est présidente du conseil consultatif scientifique d'arXiv.
Elle est principalement connue pour ses travaux sur l'univers observable, l'analyse des données de WMAP et le développement d'outils statistiques pour analyser les relevés sur l'Univers. Elle est une auteure très citée[évasif],,.
Elle est apparue dans le film The Laws of Thermodynamics (en) et est présentée dans l'émission de PBS Closer to Truth (en) dans sa saison 2020.

## Jeunesse et éducation
Licia Verde est née à Venise, en Italie, où elle a grandi. Elle a fréquenté le lycée classique Marco Polo (it) avant de commencer ses études de premier cycle à l'université de Padoue. Elle a rejoint l'université d'Édimbourg à l'automne 1994, d'abord en tant qu'Erasmus, puis en tant que doctorante[réf. nécessaire].

## Carrière
Verde a été associée de recherche au Département des sciences astrophysiques de l'université de Princeton de 2000 à 2003. En 2003, elle a rejoint la faculté du Département de physique et d'astronomie de l'université de Pennsylvanie et y est restée jusqu'à fin 2007. Depuis 2008, elle est professeur ICREA de cosmologie à l'université de Barcelone. Elle a également occupé plusieurs postes de professeur invité : Visiting Scholar à l'Institute for Advanced Study à Princeton, aux États-Unis (2005) ; chercheur principal invité au Département des sciences astrophysiques de l'université de Princeton (de 2007 à 2009) ; associé scientifique au CERN (de 2012 à 2013) ; Professeur II de physique et d'astronomie à l'université d'Oslo (de 2013 à 2016) et membre au Radcliffe Institute for Advanced Study de l'université Harvard (de 2015 à 2016). En 2019, elle a été nommée présidente du conseil consultatif scientifique d'arXiv et en 2020, co-rédactrice scientifique en chef du Journal of Cosmology and Astroparticle Physics (en).

## Distinctions et récompenses
- Prix d'interprétation de la Fondation Aldo Gini (1995)[13]
- Prix Dewar & Ritchie de l'université d'Édimbourg (1996)
- Fondation Blanceflor-Boncompagni — Prix Ludovisi née Bildt (1997)
- Prix STET Guglielmo Reis Romoli du Gruppo STET (1997)
- Prix Amelia Earhart de la Fondation Zonta International
- Bourse Chandra (2002)[14]
- Conférence Niels Bohr (2004) « Cosmologie du fond cosmique des micro-ondes et des enquêtes sur les galaxies », Institut Niels-Bohr[15]
- Le prix d'excellence de la NASA (en) (2007) pour les résultats de la mission Wilkinson Microwave Anisotropy Probe[16]
- Conseil européen de la recherche (ERC) (2009) — Prix de départ de l'ERC[17]
- Conférence Svein Rosseland, « Grandes questions sur l'Univers », Université d'Oslo (2012)
- Conférence Rosenblum, « Connecter la cosmologie à la physique fondamentale : exemples », Université hébraïque de Jésuralem (2012)[18]
- Prix Peter-Gruber de cosmologie (2012)[19]
- Bourse du Radcliffe Institute for Advanced Study (2015)[12]
- Chercheur très cité de l’Institute for Scientific Information (2015)[8]
- Conseil européen de la recherche (2016) — Prix ERC Consolidator[20]
- Médaille Narcis Monturiol (2018)[21]
- Prix de physique fondamentale (2018) au sein de l'équipe WMAP[22]
- Prix national de recherche de Catalogne (2018)[23]
- Conférence Lodewijk Woltjer de la Société européenne d'astronomie (2019)[24]
- Prix Rey Jaime I (en) (2021) — Prix de la science fondamentale[25]

## Recherche
Verde a analysé une propriété statistique puissante mais difficile des études de galaxies liée aux corrélations d'ordre supérieur. Elle a montré que les galaxies de l'enquête anglo-australienne sur le décalage vers le rouge des galaxies à deux degrés retracent la distribution de la matière noire. Ce résultat indique que la distribution des galaxies peut être utilisée pour étudier celle de la matière noire.
Après avoir rejoint l'équipe scientifique du WMAP, une mission spatiale de la NASA visant à cartographier l'intégralité du ciel aux ondes radio, Verde a participé à l'analyse et à l'interprétation des données du fond diffus cosmologique du satellite WMAP.
Grâce à deux subventions ERC : Cosmological Physics with futures large-scale structure Surveys (Phys.LSS), et Beyond Precision Cosmology : traitement des erreurs systématiques (BePreSyE), Verde a créé un groupe de recherche en cosmologie physique à l'université de Barcelone. Sous sa direction, le groupe a contribué aux résultats du Baryon Acoustic Oscillations Survey, qui fait partie du Sloan Digital Sky Survey : mesures de l'histoire de l'expansion de l'univers et de la formation de structures cosmologiques ainsi que contraintes sur les paramètres cosmologiques décrivant la structure et la composition détaillée du cosmos[réf. nécessaire].
L'autre direction récente des recherches de Verde concerne l'énergie sombre. Elle a développé une méthode indépendante du modèle pour étudier l'histoire de l'expansion de l'Univers et en déduire les propriétés physiques de l'énergie sombre.